# Acanthaecites
Acanthaecites is een uitgestorven geslacht van ammonieten dat voorkwam in het Jura. Het geslacht behoort tot de onderklasse der Ammonoidea.